# Raggruppamento per la Democrazia e il Progresso Sociale
Il Raggruppamento per la Democrazia e il Progresso Sociale (in francese: Rassemblement pour la démocratie et le progrès social - RDPS) è un partito politico congolese di orientamento centrista fondato nel 1990 da Jean-Pierre Thystère Tchicaya, già presidente della Repubblica ad interim nel febbraio 1979.

## Risultati elettorali
| Elezione          | Seggi   |
| ----------------- | ------- |
| Parlamentari 2007 | 2 / 137 |
| Parlamentari 2012 | 5 / 136 |
| Parlamentari 2017 | 3 / 151 |
| Parlamentari 2022 | 2 / 151 |